# Stenucha minca
Stenucha minca là một loài bướm đêm thuộc phân họ Arctiinae, họ Erebidae.